# Carl Theodor Dreyer
Carl Theodor Dreyer (Kopenhagen, 3. veljače 1889. – Kopenhagen, 20. ožujka 1968.), danski filmski redatelj.
Bio je novinar, montažer i scenarist. U Danskoj, Švedskoj, Norveškoj, Njemačkoj i Francuskoj stvarao je djela koja ga svrstavaju u red najvećih filmskih umjetnika. Polazne postavke njegova djela su misticizam, vampirizam, skandinavski realizam i religija protestantizma. 
Najpoznatije mu je djelo Stradanja Ivane Orleanske, a snažno je utjecao na Bergmana.
Za svoje filmske projekte teško je pronalazio financijska sredstva, što je rezultiralo relativno malom filmografijom.

## Izabrana filmografija
- Svećenikova udovica (1920.)
- Listovi iz Sotonine knjige (1921.)
- Mikaël (1924.)
- Nevjesta iz Glomdala (1925.)
- Stradanje Ivane Orleanske (1928.)
- Vampir (1932.)
- Dan gnjeva (1943.)
- Riječ (1955.)
- Gertrud (1964.)

## Vanjske poveznice
- Službena stranica
- Carl Theodor Dreyer u internetskoj bazi filmova IMDb-u (engl.)
- Carl Theodor Dreyer  Arhivirana inačica izvorne stranice od 5. ožujka 2016. (Wayback Machine) na Filmski leksikon